# Обор (дем Пела)
Обор или Омбар (на гръцки: Αραβησσός, Арависос, до 1926 година Όμπαρ, Обар), на турски Дерменджик, е село в Егейска Македония, дем Пела на административна област Централна Македония.

## География
Селото е разположено на надморска височина от 50 m в Солунското поле в подножието на Паяк (Пайко) на 12 km северозападно от град Енидже Вардар (Яница). През селото минава едноименната река Обор.

## История

### Античност
Южно от селото, на мястото на изселеното село Градище, е разкрито Оборското праисторическо селище и развалините на античния град Кирос.

### В Османската империя
В началото на XX век Обор е малко селце в Ениджевардарска каза на Османската империя. Към 1900 година според статистиката на Васил Кънчов („Македония. Етнография и статистика“) Обор (Дерменлик) брои 21 жители българи.

### В Гърция
През Балканската война в 1912 година селото е окупирано от гръцки части и остава в Гърция след Междусъюзническата война в 1913 година. 
Боривое Милоевич пише в 1921 година („Южна Македония“), че Обор има 2 къщи цигани християни.
През Първата световна война в селото са заселени власи от Голема Ливада.
В 1924 година в селото са настанени 1178 гърци караманлии от селищата Арависос и Енехил, тракийски гърци от Тайфир (Тайфуркьой) и Галата и власи от Голема Ливада. В 1926 година името на селото е сменено на Арависос. В 1928 година селото е чисто бежанско с 408 бежански семейства и 1454 души. Според статистиката на Народоосвободителния фронт от 1947 година в селото има 12 местни жители, 100 власи и останалите са бежанци. По време на Втората световна война бежанците в селото правят въоръжени колабориционистки чети, които тормозят околните села с българско население и град Енидже Вардар. Същото се случва и по време на последвалата Гражданска война (1946 - 1949).
Селото е полупланинско, като само част от землището му е в полето. Частично се напоява от река Обор. Произвежда се предимно овошки, пшеница, памук, тютюн. Добре развито е и скотовъдството, в частност овчарството и краварството.
| Име      | Име       | Ново име   | Ново име   | Описание                     |
| -------- | --------- | ---------- | ---------- | ---------------------------- |
| Обор     | Ομπάρ     | Неротопос  | Νερότοπος  | река на Ю от Обор            |
| Вутрища  | Βούτριστα | Амодеро    | Άμμοδερό   | местност на Ю от Обор        |
| Кудере   | Κουντερέ  | Рема       | Ρέμα       | река в Паяк на С от Обор     |
| Калугере | Καλογκερέ | Калогерико | Καλογερικό | местност в Паяк на С от Обор |

| Година    | 1913 | 1920 | 1928 | 1940 | 1951 | 1961 | 1971 | 1981 | 1991 | 2001 | 2011 | 2021 |
| --------- | ---- | ---- | ---- | ---- | ---- | ---- | ---- | ---- | ---- | ---- | ---- | ---- |
| Население | 10   | 111  | 1207 | 1437 | 1444 | 1691 | 1456 | 1510 | 1512 | 1514 | 1398 | 1170 |